# Diocèse de Plymouth
Le diocèse de Plymouth est un diocèse suffragant de l'archidiocèse de Southwark en Angleterre, constitué en 1850.

## Histoire
Érigé en diocèse de Plymouth en 1850 par la bulle Universalis Ecclesiae (en) du pape Pie IX, à partir du vicariat apostolique du district occidental, le diocèse est resté constant sur le plan juridictionnel depuis lors. Depuis 1965, le diocèse est un siège suffragant de la province ecclésiastique de Southwark ; auparavant, de 1850 à 1911, il faisait partie de la province de Westminster, puis, de 1911 à 1965, de la province de Birmingham. 

## Disposition
Le diocèse comprend les Cornouailles, le Devon et la majeure partie du Dorset, dans le sud-ouest de l'Angleterre.

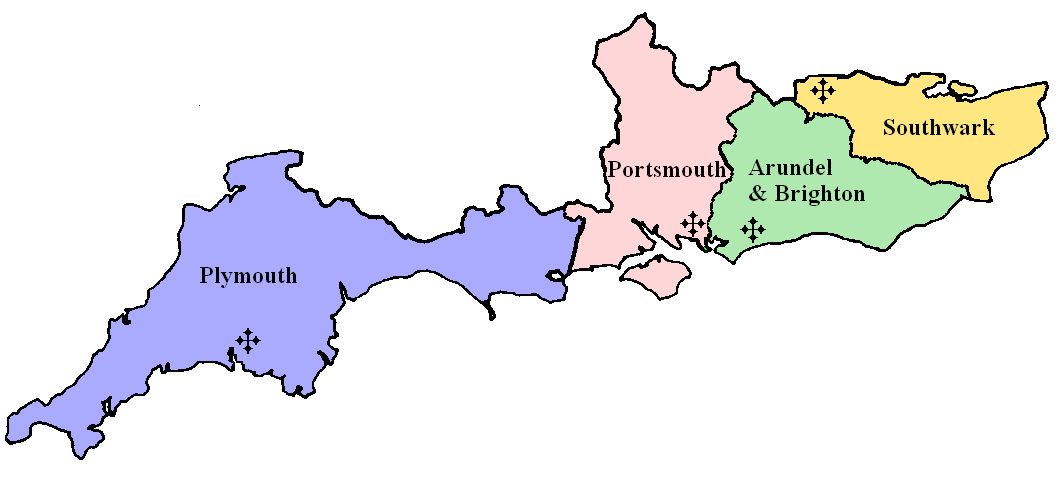
Localisation du diocèse au sein de la province ecclésiastique de Southwark.

L'évêché est à Plymouth, où se trouve la cathédrale Sainte-Marie et Saint-Boniface.
En 2023, le territoire est divisé en 49 paroisses, regroupées en cinq doyennés : Cornwall, Dorset, Exeter, Plymouth et Torbay, servis par 36 diacres et 91 prêtres (77 diocésains et 14 religieux).

## Source
- (it) Cet article est partiellement ou en totalité issu de l’article de Wikipédia en italien intitulé « Diocesi di Plymouth » (voir la liste des auteurs).